# Nadia Hordienko-Andrianova
Nadia Mykolaïvna Hordienko-Andrianova (ukrainien : Надія Миколаївна Гордієнко-Андріанова, 1921–1998) est une femme de lettres et traductrice ukrainienne en espéranto. Elle étudie littérature et journalisme à Kiev et publie des articles et traductions dans Paco (eo) ou Hungara Vivo. En 1987 l’association hongroise d'espéranto (eo) publia son autobiographie Vagante tra la mondo maltrankvila. Elle écrivit aussi sur Vassili Erochenko.

## Publications
- Monumentoj de l' eterna amikeco; Renkonto kun Baba Paraŝkeva; Disiĝo kun Rodopoj; Glorkanto al Jambol; Glorkanto al Esperanto (En: Bukedo, p. 64 - 74)
- Vagante tra la mondo maltrankvila (Budapest: Association hongroise d'espéranto (eo), 1987. - 102 p. -   (ISBN 963-571-182-4))

## Traductions
- Ukrainaj popolaj fabeloj (Sofia: BEA, 1983. - 76 p.)
- Ukrainka, Lesja: Liriko (Kiev: Komisiono pri Internaciaj Ligoj de Ukrainiaj Esperantistoj, 1971. - 86 p. : ill.)